# Хорст Скоф
Хорст Скоф (на немски: Horst Skoff) е австрийски тенисист. 

## Биография
Хорст Скоф е роден на 22 август 1968 година във Клагенфурт ам Вьортерзе, Австрия. Започва да играе тенис на 6-годишна възраст.
Хорст Скоф почива на 7 юни 2008 г. в Хамбург, Германия, след инфаркт на 39 години.

## Кариера
Хорст Скоф печели през 1984 г. титлата на сингъл в категория до 16 години на Orange Bowl. Той става професионалист през 1985 г. Печели първата си титла на сингъл от ниво АТП през 1988 г. в Атина. През кариерата си печели четири титли на сингъл и две титли на двойки. Най-добрите му класирания в кариерата са световен номер 18 на сингъл и световен номер 70 на двойки.
Хорст Скоф играе за отбора на Австрия за Купа Дейвис в продължение на девет години, постига рекорд от 22-17 победи и загуби. Помога на отбора да стигне до полуфиналите на Световната група през 1990 г. Запомнящи са мачовете му за Купа Дейвис, петсетова победа над световния номер 2 Матс Виландер в четвъртфинала през 1989 г., който продължава повече от шест часа. Също загубата в пет сета от Майкъл Ченг на полуфинала през 1990 г.

## Кариерна статистика

### ATP финали (4 титли; 11 финала)
|        | П–З | Година | Турнир          | Клас           | Настилка  | Опонент          | Резултат            |
| ------ | --- | ------ | --------------- | -------------- | --------- | ---------------- | ------------------- |
| Победа | 1–0 | 1988   | Атина Оупън     | Гран при       | Клей      | Бруно Орешар     | 6–3, 2–6, 6–2       |
| Победа | 2–0 | 1988   | Виена Оупън     | Гран при       | Килим (з) | Томас Мустер     | 4–6, 6–3, 6–4, 6–2  |
| Загуба | 2–1 | 1989   | Германия Оупън  | Гран при       | Клей      | Иван Лендъл      | 4–6, 1–6, 3–6       |
| Загуба | 2–2 | 1989   | Прага Оупън     | Гран при       | Клей      | Марсело Филипини | 5–7, 6–7            |
| Загуба | 2–3 | 1989   | Барселона Оупън | Гран при       | Клей      | Андрес Гомес     | 4–6, 4–6, 2–6       |
| Победа | 3–3 | 1990   | Женева Оупън    | Световни серии | Клей      | Серхи Бругера    | 7–6(10–8), 7–6(7–4) |
| Загуба | 3–4 | 1990   | Виена Оупън     | Световни серии | Килим (з) | Андерс Ярид      | 3–6, 3–6, 1–6       |
| Загуба | 3–5 | 1991   | Флоренция Оупън | Световни серии | Клей      | Томас Мустер     | 2–6, 7–6(7–2), 4–6  |
| Загуба | 3–6 | 1991   | Женева Оупън    | Световни серии | Клей      | Томас Мустер     | 2–6, 4–6            |
| Победа | 4–6 | 1993   | Швеция Оупън    | Световни серии | Клей      | Роналд Аженор    | 7–5, 1–6, 6–0       |
| Загуба | 4–7 | 1994   | Швеция Оупън    | Световни серии | Клей      | Бернд Карбахер   | 4–6, 3–6            |